# Kalvarienbergkirche Judenburg

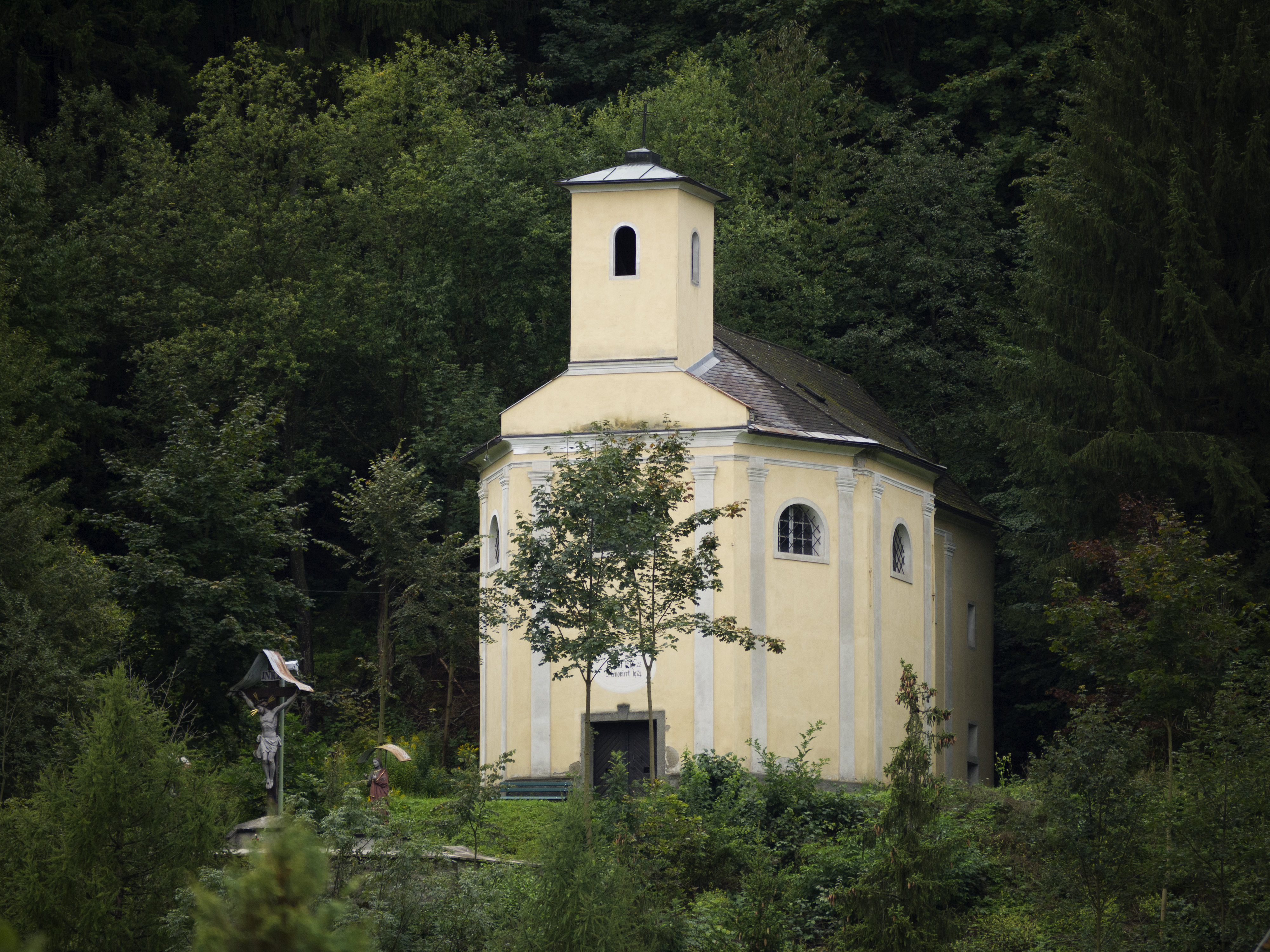
Kalvarienbergkirche in Judenburg

Die Kalvarienbergkirche Judenburg steht in einem bewaldeten Berghang in der Stadtgemeinde Judenburg im Bezirk Murtal in der Steiermark. Die römisch-katholische Kalvarienbergkirche gehört zum Dekanat Judenburg in der Diözese Graz-Seckau. Die Kirche steht unter Denkmalschutz (Listeneintrag).

## Geschichte
Aufgrund eines Gelöbnisses von 1683 wurden an dieser Stelle nach 1685 drei Kreuze errichtet. Nach eine Einebnung des Geländes wurde von 1720 bis 1722 eine Kirche erbaut. Die Kirche wurde 1973/1974 restauriert.

## Architektur
Die nach Süden orientierte Kirche besteht aus einem in die Länge gezogenen, achteckigen Langhaus und einem eingezogenen Altarraum mit einer dahinter liegenden Sakristei. Im Gebäudeschluss führt eine nach außen vortretende Wendeltreppe zu dem über der Sakristei liegenden Oratorium. Im Norden trägt das Dach einen Dachreiter.
Das Kircheninnere besteht aus dem Langhaus mit einem Stichkappengewölbe mit einem mittigen ovalen durch Stuckleisten begrenzten Feld. Die Wände haben über die Ecken gezogene Pilaster.  Die Pilaster in den Ecken des Fronbogens sind besonders betont. Der querrechteckige Altarraum ist kreuzgratgewölbt, dahinter befindet sich die Sakristei, darüber ein Oratorium.

## Einrichtung
Der Hochaltar und die vier Seitenaltäre entstanden im zweiten Viertel des 18. Jahrhunderts, ein Chronogramm nennt 1754. Der Hochaltar zeigt das Altarbild Beweinung Christi aus dem 19. Jahrhundert hat einen barocken Rahmen, das gemalte Antependium zeigt Christus im Grab, er trägt die Statuen Christus an der Geißelsäule und Schmerzhafte Maria von Balthasar Prandtstätter aus dem zweiten Viertel des 18. Jahrhunderts. Das übrige bewegliche Kunstgut wurde in die Pfarrkirche St. Nikolaus übertragen.

## Kreuzigungsgruppe vor der Kirche
Das Kruzifix ist barock, die Assistenzfiguren neugotisch wohl aus dem Ende des 19. Jahrhunderts, 1980 restauriert. Zum Kalvarienberg führen 14 Kreuzwegstationen. Es gibt Steinsäulen mit Reliefs des Bildhauers Alfred Schlosser 1956.